# Hallstavik
Hallstavik är en tätort i norra delen av Norrtälje kommun, Stockholms län, Uppland, cirka 41 km nordnordväst om Norrtälje, och cirka 61 km ostnordost om Uppsala, belägen där Skeboån mynnar i Edeboviken, mitt i Roslagen.  

## Historia
Hallsta var fram till början av 1900-talet en by gränsande till grannbyarna Tulka, Skärsta och Gottsta. Pappersbruket byggdes på Hallsta bys utmarker, vid Edeboviken. Bruket expanderade snabbt och Hallstavik växte till ett brukssamhälle.

### Befolkningsutveckling
| Befolkningsutvecklingen i Hallstavik 1950–2020 | Befolkningsutvecklingen i Hallstavik 1950–2020 | Befolkningsutvecklingen i Hallstavik 1950–2020 | Befolkningsutvecklingen i Hallstavik 1950–2020 | Befolkningsutvecklingen i Hallstavik 1950–2020 |
| ---------------------------------------------- | ---------------------------------------------- | ---------------------------------------------- | ---------------------------------------------- | ---------------------------------------------- |
|                                                |                                                |                                                |                                                |                                                |
| År                                             |                                                |                                                | Folkmängd                                      | Areal (ha)                                     |
| 1950                                           | 1950                                           |                                                | 2 232                                          |                                                |
| 1960                                           | 1960                                           |                                                | 3 831                                          | 337                                            |
| 1965                                           | 1965                                           |                                                | 4 357                                          | 342                                            |
| 1970                                           | 1970                                           |                                                | 5 069                                          |                                                |
| 1975                                           | 1975                                           |                                                | 5 162                                          |                                                |
| 1980                                           | 1980                                           |                                                | 5 066                                          |                                                |
| 1990                                           | 1990                                           |                                                | 4 719                                          |                                                |
| 1995                                           | 1995                                           |                                                | 4 802                                          |                                                |
| 2000                                           | 2000                                           |                                                | 4 634                                          |                                                |
| 2005                                           | 2005                                           |                                                | 4 530                                          |                                                |
| 2010                                           | 2010                                           |                                                | 4 476                                          | 469                                            |
| 2015                                           | 2015                                           |                                                | 4 536                                          | 496                                            |
| 2020                                           | 2020                                           |                                                | 4 741                                          | 494                                            |
|                                                |                                                |                                                |                                                |                                                |

## Kommunikationer
Riksväg 76 passerar strax väster om Hallstavik. Busstrafik finns genom SL och UL i form av SL:s linjer 639 till Stockholm (Tekniska högskolan) via Rimbo, 641 till Norrtälje, 642 till Herräng och 643 till Älmsta samt UL:s linjer 805 till Uppsala och 857 till Östhammar via Hargshamn.
Från Hallstaviks station går Järnvägslinjen Örbyhus–Hallstavik, som ansluter till Ostkustbanan i Örbyhus, den används dock endast för gods. Linjen används för godstransporter från pappersbruket. Bruket har även en hamn för export av papper och import av förnödenheter.
Tidigare fanns en smalspårig järnväg till Stockholm via Rimbo. Persontrafiken upphörde 1966 och godstrafiken 1977 då pappersbruket fick en normalspårig ersättning via Hargshamn till Örbyhus. Rälsen revs 1978 men banvallen används delvis som cykel- och vandringsled.

## Industri
I Hallstavik ligger Hallsta pappersbruk, ägt av Holmen Paper.

## Sport
Speedwaylaget Rospiggarna kommer från Hallstavik. Laget tillhör (2024) elitserien i speedway och har vunnit fem SM-guld. Hemmaarenan heter Hisstech AB Arena. 
Rospiggarna är en del av motorsportklubben MK Orion, som även håller till på Sipsjöbanan. Världsmästaren i motocross Bill Nilsson är ett av klubbens främsta namn. 
I Hallsta IK spelas fotboll och ishockey. Även innebandy spelas i Hallstavik, då under namnet Midas IBK. Hallstaviks Golfklubb har en 18-hålsbana strax utanför samhället.

## Kända personer
- Jeff Nilsson, världsmästare i enduro.
- Minnah Karlsson, svensk sångerska som kom på andra plats i Idol 2010.
- Andreas Jonsson, speedwayåkare
- Andreas Messing, speedwayåkare
- Bill Nilsson, motocrossåkare
- Roine Carlsson, statsråd
- Jane Törnqvist, fotbollsspelare
- Peter Engman, skådespelare

## Bilder

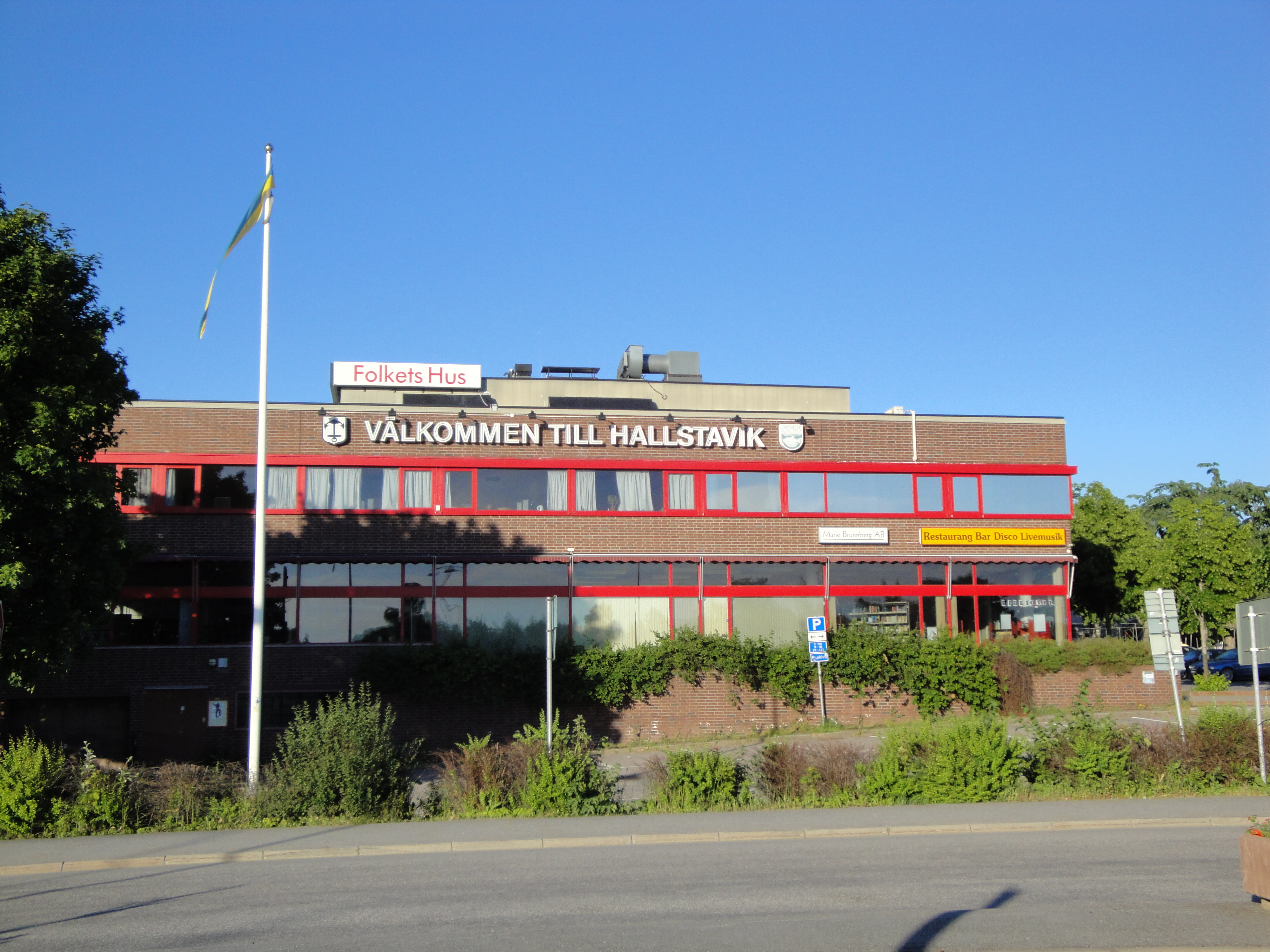
Folkets hus
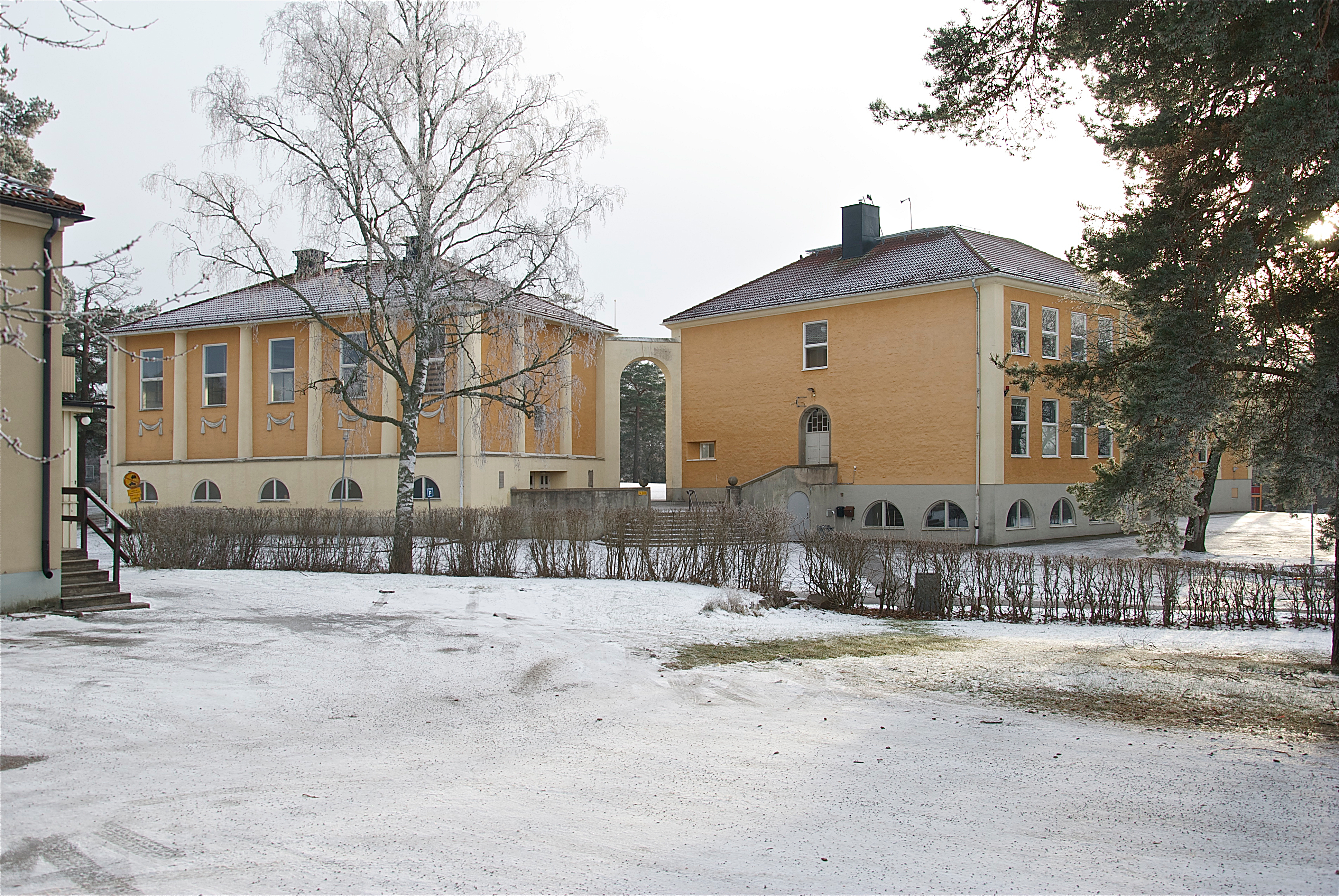
Hallsta skola ritad av Folke Bensow
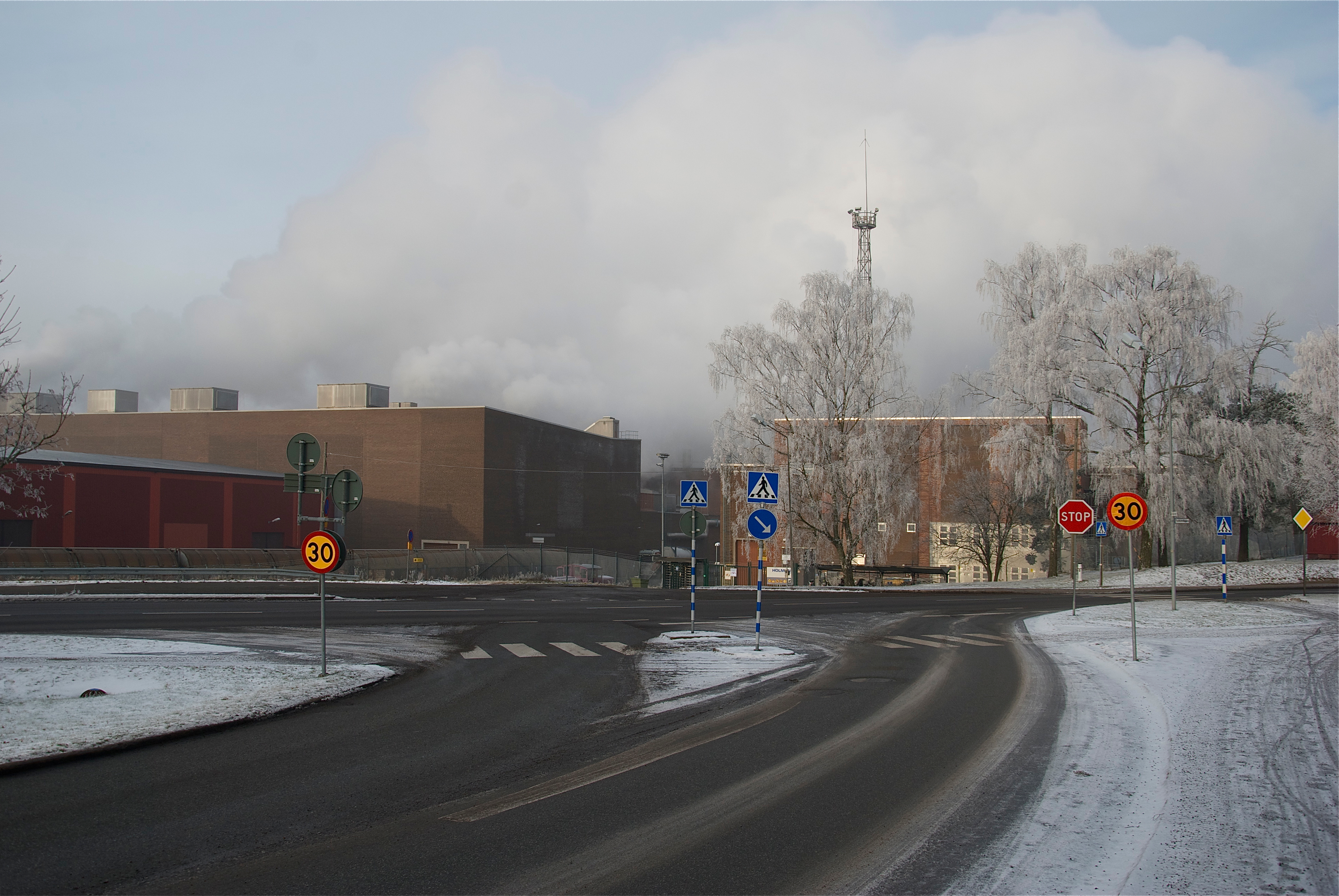
Hallsta pappersbruk
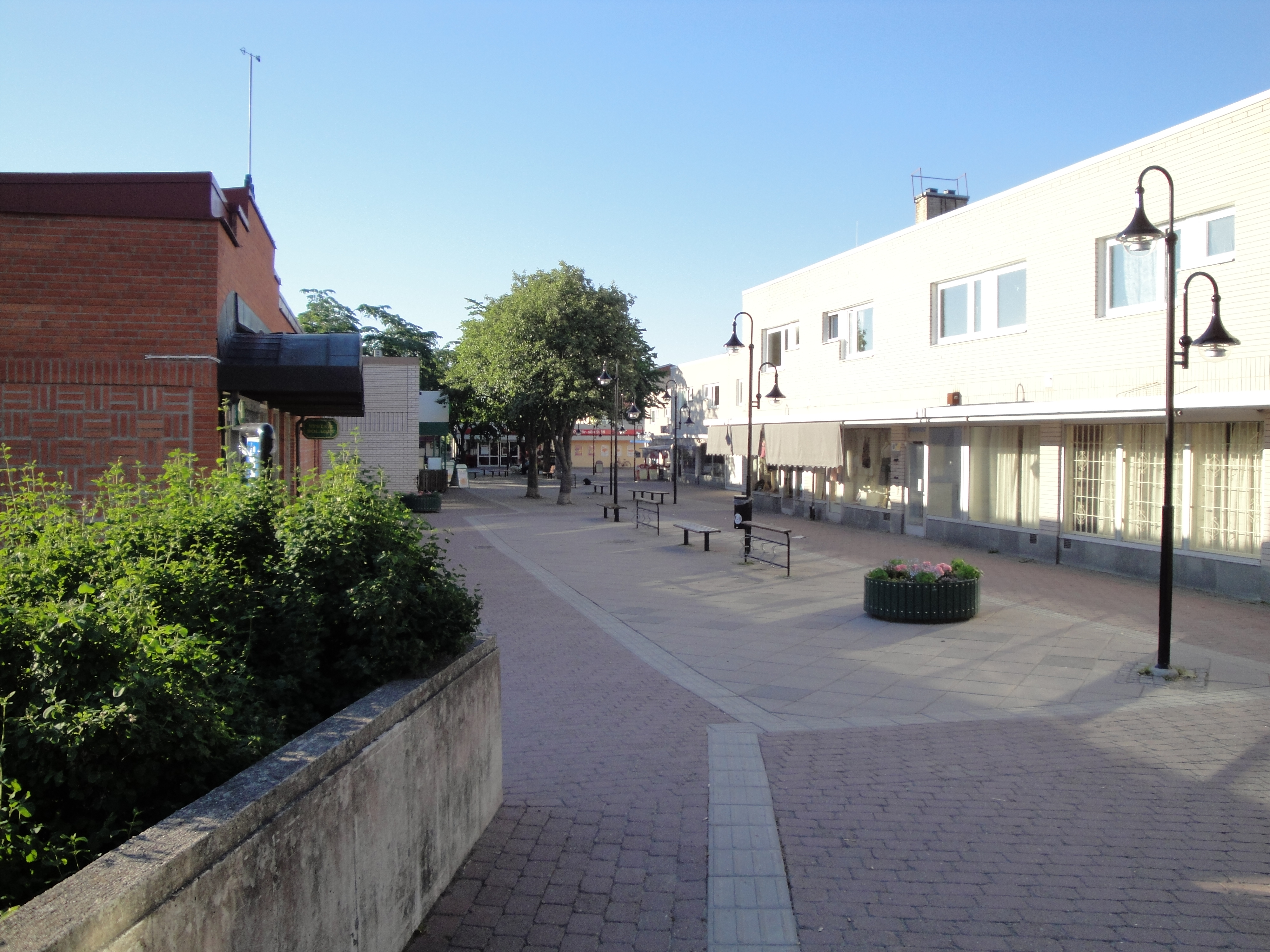
Gågata i Hallstaviks centrum